# 高眞榮
高眞榮（韓語：고진영，1995年7月7日—），韓國女子職業高爾夫球運動員，於22歲時已經贏過10次韓國LPGA巡迴賽，於2015年英國女子公開賽奪得亞軍，以及在2017年LPGA KEB韓亞銀行錦標賽奪冠。

## 外部連結
- LPGA Tour of Korea profile （页面存档备份，存于） （韓語）
- 高眞榮在LPGA巡回赛官方网站
- 高眞榮在女子高爾夫世界排名官方網站
- Profile on SeoulSisters.com （页面存档备份，存于）